# Stenomesius singularis
Stenomesius singularis är en stekelart som först beskrevs av Shafee och Rizvi 1988.  Stenomesius singularis ingår i släktet Stenomesius och familjen finglanssteklar. Inga underarter finns listade i Catalogue of Life.